# Mod python
mod_python — модуль веб-сервера Apache, который встраивает в него интерпретатор языка Python. mod_python позволяет добиться более высокой скорости выполнения веб-приложений на этом языке, чем при использовании CGI.
Обычно при запуске CGI-скрипта для каждого соединения создается отдельный процесс, что приводит к проблемам с производительностью при высоких нагрузках. Существуют способы оптимизации работы CGI — например, FastCGI, который позволяет не запускать процесс при каждом обращении к серверу, а передает запросы уже запущенному процессу. Однако часто проще бывает встроить в web-сервер модуль для нужного языка программирования. Одним из таких модулей и является mod_python: благодаря ему не тратятся системные ресурсы на запуск и удаление процессов.
После интеграции mod_python сценарии, использующие его, могут делать почти то же самое, что и модули python, написанные на языке C: реализовывать протоколы помимо HTTP, фильтровать запросы к серверу и ответы на них, а также определять тип содержимого документов.